# Burgundiai Margit szicíliai királyné
Burgundiai Margit (1250 – Tonnerre, 1308. szeptember 4.) burgundiai hercegnő, Tonnerre grófnője, házassága révén szicíliai és nápolyi királyné.

## Élete
Eudes neversi gróf és burgundiai herceg és Dampierre Matild neversi grófnő középső leánya. 1262-ben, édesanyja halála után megörökölte a Torrenne grófnője címet. 1268. november 18-án feleségül ment I. Károly szicíliai királyhoz. Házasságukból egy leánygyermek, Margit született, aki azonban csecsemőkorában meghalt. Margitot és férjét 1282 húsvétján a szicíliai vecsernye során elűzték Szicíliából. Három évvel később 1285 januárjában meghalt férje, Margit ezután visszavonult örökölt grófságába, s élt ott haláláig.